# 長谷川竹葉
長谷川 竹葉（はせがわ ちくよう、生没年不詳）は、明治時代の浮世絵師。

## 来歴
歌川国貞の門人。姓は長谷川、名は勘之助または国吉。翠軒と号す。作画期は明治9年（1876年）から明治22年（1889年）頃で、主に「東京名勝開化真景」のような開化絵の他、団扇絵などを描いたことで知られる。画風は3代歌川広重の影響が強く見られる。また、「上州富岡製糸場之図」などもあるが、作品は余り多くない。

## 作品
- 「上州富岡製糸場之図」 錦絵 早稲田大学図書館所蔵